# Pagibete
Le pagibete ou pagabete est une langue bantoue parlée dans le Nord-Ouest de la République démocratique du Congo, principalement dans le territoire de Businga dans la province du Nord-Ubangi.

## Écriture
Une orthographe pagibete a été développée par l’Association congolaise pour la traduction de la Bible et l’alphabétisation-Sukisa Boyinga de Gemena, notamment pour la traduction de parties de la Bible depuis 1996, dont le Nouveau Testament, Wɔkɔnɛye y’Ɛnzɔngɔ, publié en 2021.
| Majuscules | A | B | Ɓ | D | Ɗ | E | Ɛ | F | G | H | I | K | L | M | N | Ŋ | O | Ɔ | P | R | S | T | U | V | W | Y | Z |
| Minuscules | a | b | ɓ | d | ɗ | e | ɛ | f | g | h | i | k | l | m | n | ŋ | o | ɔ | p | r | s | t | u | v | w | y | z |

## Sources
- (pae) Association congolaise pour la traduction de la Bible et l’alphabétisation-Sukisa Boyinga (ACOTBA-SUBO), Wɔkɔnɛye y’Ɛnzɔngɔ, ACOTBA-SUBO et Wycliffe, 2021
- Pagabete Language Committee, « Dictionnaire pagabete », sur Webonary, 2013 (consulté le 25 juin 2021)
- (en) JeDene Reeder, Pagibete orthography test results, mars 1996 (lire en ligne)
- (en) JeDene Reeder, « Pagibete C401 », dans Mark Van de Velde, Koen Bostoen, Derek Nurse et Gérard Philippson, The Bantu languages, Routledge, 2019, 2e éd., 708 p. (ISBN 9781138799677 et 9781315755946)